# Guaíba-tó
A Guaíba-tó (Lago Guaíba) egy vízfelület Brazíliában, Rio Grande do Sul államban; a Rio Jacuí tószerű kiszélesedése, ahol az a Lagoa dos Patosba torkollik. Nevezik Guaíba-folyónak (Rio Guaíba) is. Voltaképpen a földrajztudósok máig sem értenek egyet abban, hogy tónak vagy folyónak számít-e. Keleti partján található Porto Alegre, az állam fővárosa.

## Elnevezése
17. századi térképeken a Guaíba-tó és a Patos-lagúna még együttesen Rio Grandeként jelent meg. A 18. században a tavat Lago Viamãonak vagy Lago Porto Alegrenek nevezték. A Lago Guaíba csak a 19. század elejétől honosodott meg.
A Guaíba név eredete vitatott, többféle magyarázata is született:
- Teodoro Sampaio történész szerint tupi eredetű, jelentése „minden vizek öble” (gua + y + be)
- Aurélio Ferreira filológus szintén tupi eredetűnek tekinti, jelentése „a vizek kebelében” (gwa + i + ba)
- Bernardino de Souza etnológus szerint „mély mocsarat” jelent
- Mások szerint „rossz völgy” (guá + ahiba) vagy „csónakok vize” (igara + i + ba)

A tóról nevezték el a nyugati parton található, 1926-ban alakult Guaíba községet (korábbi neve Pedras Brancas).

## Elhelyezkedése
Rio Grande do Sul állam keleti részén helyezkedik el. Összeköttetésben van a Lagoa dos Patossal, és azáltal az Atlanti-óceánnal, lehetővé téve a hajózást Porto Alegre és az óceán között. Több folyó ömlik bele: Rio Jacuí (mely a vízhozam 85%-áért felelős), Rio dos Sinos, Rio Caí, Rio Gravataí és kisebb patakok. Vízgyűjtő területe 2324 km2, ahol 1,1 milliós népesség lakik.
Nyugati partján található Barra do Ribeiro, Guaíba, Eldorado do Sul, keleti partján pedig Porto Alegre, Viamão.

## Jellemzői
Hossza 50 km (a Jacuí-deltától a Lagoa dos Patosi kiömlésig), legnagyobb szélessége 19 km, átlagos mélysége 3 méter. Porto Alegre fő vízellátója, a 19. századig fő megközelítési útvonala. Porto Alegre ismert látványossága, kedvelt képeslapi ábrázolása. A városiak szerint innen látható a világ legszebb naplementéje.
1941-ben kiöntött és elöntötte Porto Alegre központját; ezután árvízvédelmi falat emeltek partján.
A 20. század második felétől a tó vize igen szennyezett, főként a tisztítatlan szennyvíz és az ipari aktivitás miatt.

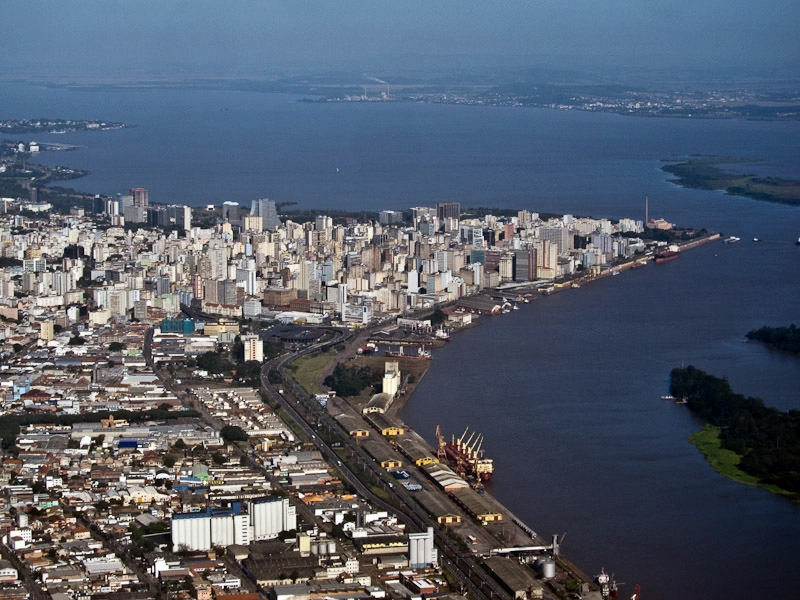
Porto Alegre a Guaíba-tó partján
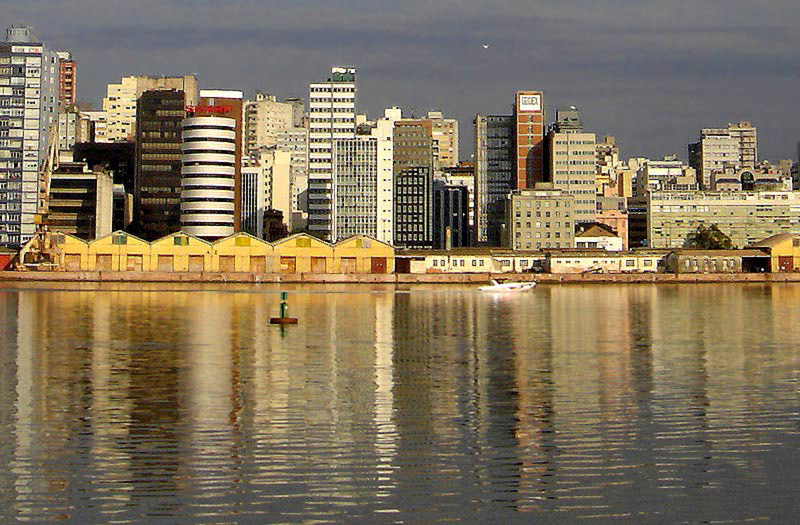
Porto Alegre központja
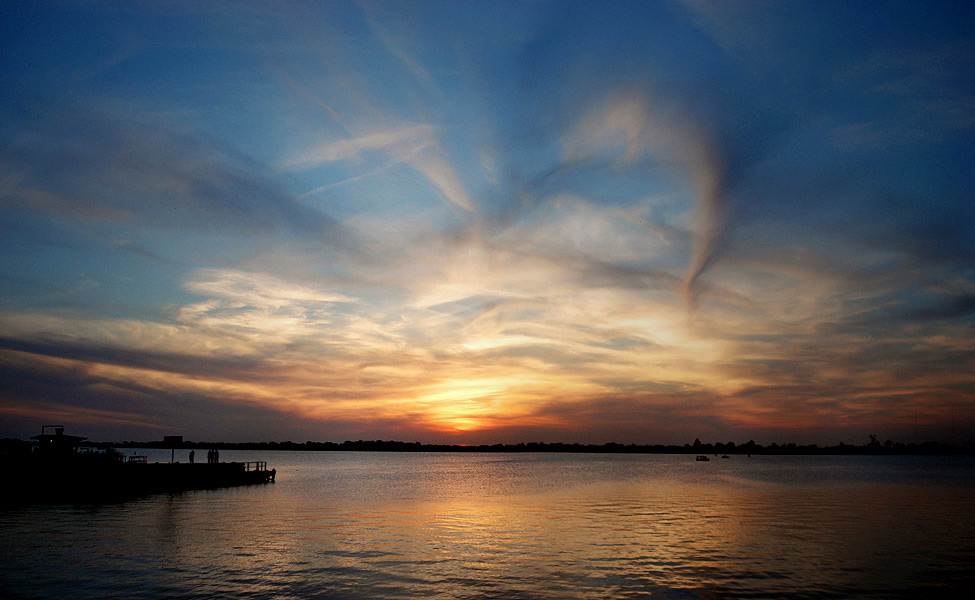
Naplemente